# El Juicio de Paris (Renoir)
El juicio de Paris (en francés: Le jugement de Paris) es una pintura del pintor francés Pierre-Auguste Renoir realizada entre 1913 y 1914, al óleo sobre tela, con 73 x 92,5 centímetros. Muestra al príncipe troyano Paris actuando como árbitro en un concurso de belleza entre tres diosas. La pintura se encuentra actualmente en el Hiroshima Bijutsukan (Museo de Arte de Hiroshima) en Hiroshima. 

## Contexto
En los últimos años de su carrera, Renoir vivió y trabajó en Le Cannet en el sur de Francia, en un estudio que todavía se puede visitar allí. Sufría de artritis, pero trabajaba incansablemente. Cada vez con más frecuencia durante este período volvió a los temas del comienzo de su carrera, más específicamente a la mitología griega. Se inspiró en Rafael y especialmente en Pedro Pablo Rubens, con quien compartía una preferencia por las mujeres voluptuosas. Su elección del juicio de París puede verse como un testimonio consciente de ser parte de lo que todavía consideraba la "gran tradición" de la historia del arte. Además, la figura de Paris estaba cerca de su corazón, en el que posiblemente se podría buscar una metáfora entre el protagonista de la obra y el autor. Sin embargo, lo más importante fue que el tema le ofreció la oportunidad, como tantos artistas antes que él, de retratar la belleza física del cuerpo femenino, tal como lo había hecho toda su vida. 

## El juicio de Paris
Durante la boda de Peleo con la nereida Tetis en el Olimpo, Eris, la diosa de la discordia, dejó una manzana dorada sobre la mesa con la inscripción: "¡para la más bella!". Las diosas Hera, Atenea y Afrodita pensaron que podían reclamar la manzana. Cuando no pudieron ponerse de acuerdo, Zeus designó al príncipe troyano Paris, que vivía en el Monte Ida, como árbitro. Junto con Hermes, las tres diosas se le acercaron. Sin embargo, Paris apenas podía decidir. Las tres parecían igualmente hermosas. 
Luego, Hera trató de persuadir a Paris ofreciéndole la mayor riqueza y el dominio sobre toda Asia. Atenea le prometió gran fama en la guerra y una profunda sabiduría. Afrodita finalmente lo elogió como el joven más bello de Frigia, que también debería tener a la mujer más bella de la tierra. Le prometió que lo ayudaría a ganarse el amor de la mujer más bella del mundo, Helena, la hija de Leda y esposa de Menelao, rey de Esparta. Arrastrado por la tentadora promesa de Afrodita, Paris finalmente le dio la manzana dorada. A partir de ese momento, Hera y Atenea serían enemigas acérrimas de los troyanos.

## Imagen
Para algunos, el juicio de Paris se asemeja a una fantasía algo incómoda de un hombre mayor, pero es más una continuación lógica de su desarrollo. Su gira por Italia en 1881 fue un evento notable. En el arte italiano encontró una claridad de forma, una precisión del contorno y una habilidad de composición, que le parecían cualidades que faltaban en su propio trabajo. A partir de ese momento, la forma de pintar de Renoir se caracterizaría por una mayor concentración en la relación entre el dibujo y la pintura, con contornos más duros, una estructura suave, más disciplinada y de estilo más clásico. Con eso renunció a su método impresionista típico e hizo de la mujer desnuda su tema principal. 
La interpretación de Renoir de "El juicio de Paris" está estrechamente relacionada con la de Rubens. Paris se presenta como un pastor con un gorro frigio, lo que indica un origen humilde. Hermes, con un sombrero alado y el caduceo, le muestra a las diosas. Ya se han quitado la ropa y desfilan frente a su juez. La sensualidad de las figuras se destaca por el uso de un pincel casi acariciante, característico de sus trabajos finales. 
El juicio de Paris de Renoir se caracteriza por el aspecto notablemente cálido, que también recuerda a Rubens. El color de la piel de las modelos parece estar cubierto por el sol dorado. Tiene algo mediterráneo, el área donde él vivía. La idealización del tema y el uso del color, sin embargo, también recuerdan las representaciones de fantasía de 'los Fauves', un grupo de pintores jóvenes, muchos de los cuales trabajaban en el sur de Francia en ese momento. Eran conocidos por sus colores intensos y gestos salvajes. Tal vez Renoir quería competir con ellos, pero como un sabio anciano, al mismo tiempo mantuvo sus raíces en la tradición clásica y la calma de su pincel.
El juicio de Paris es visto por muchos como el mejor trabajo de su último período.

## El juicio de Parispor Rubens

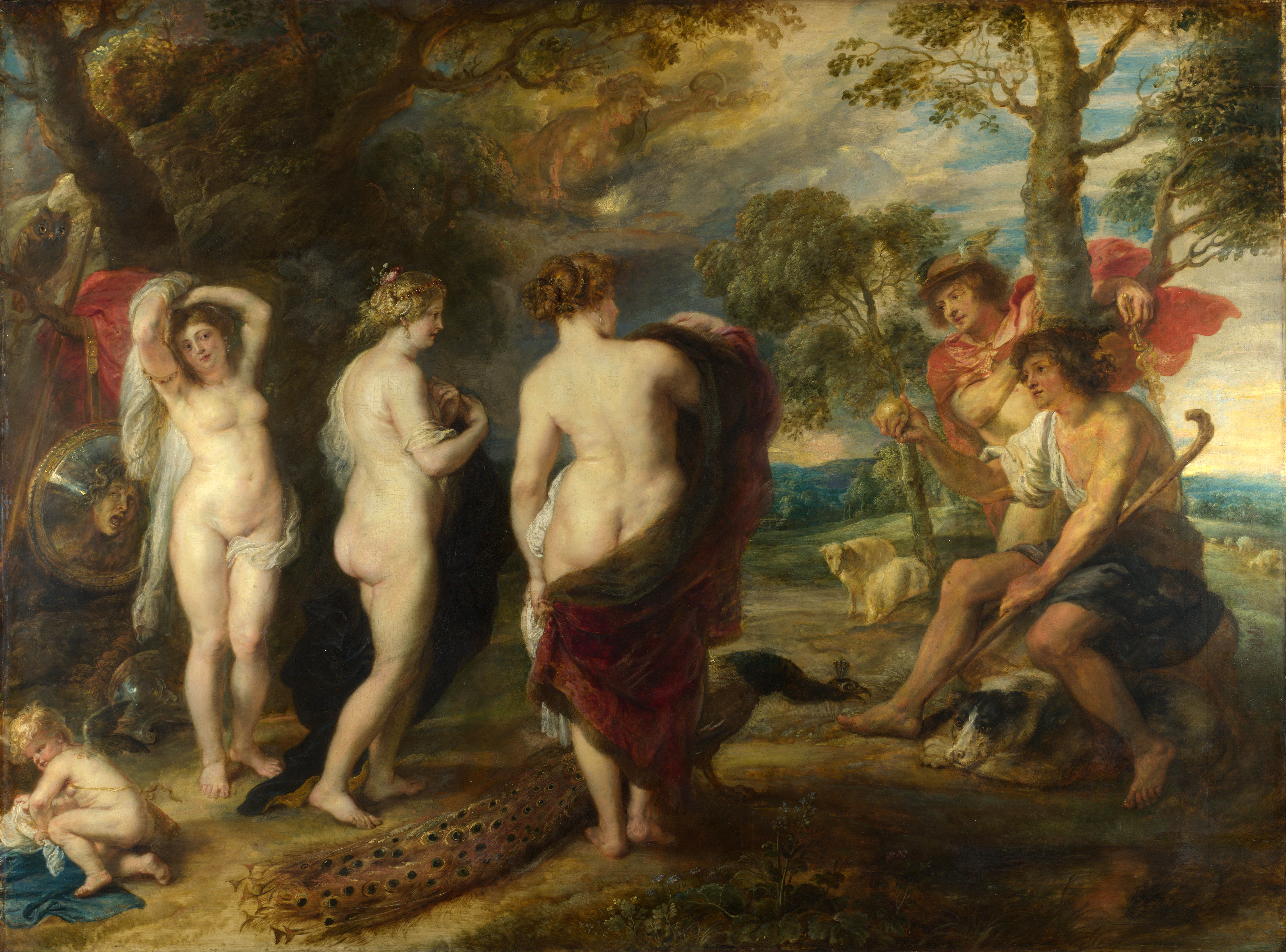
Versión de 1632-1635.
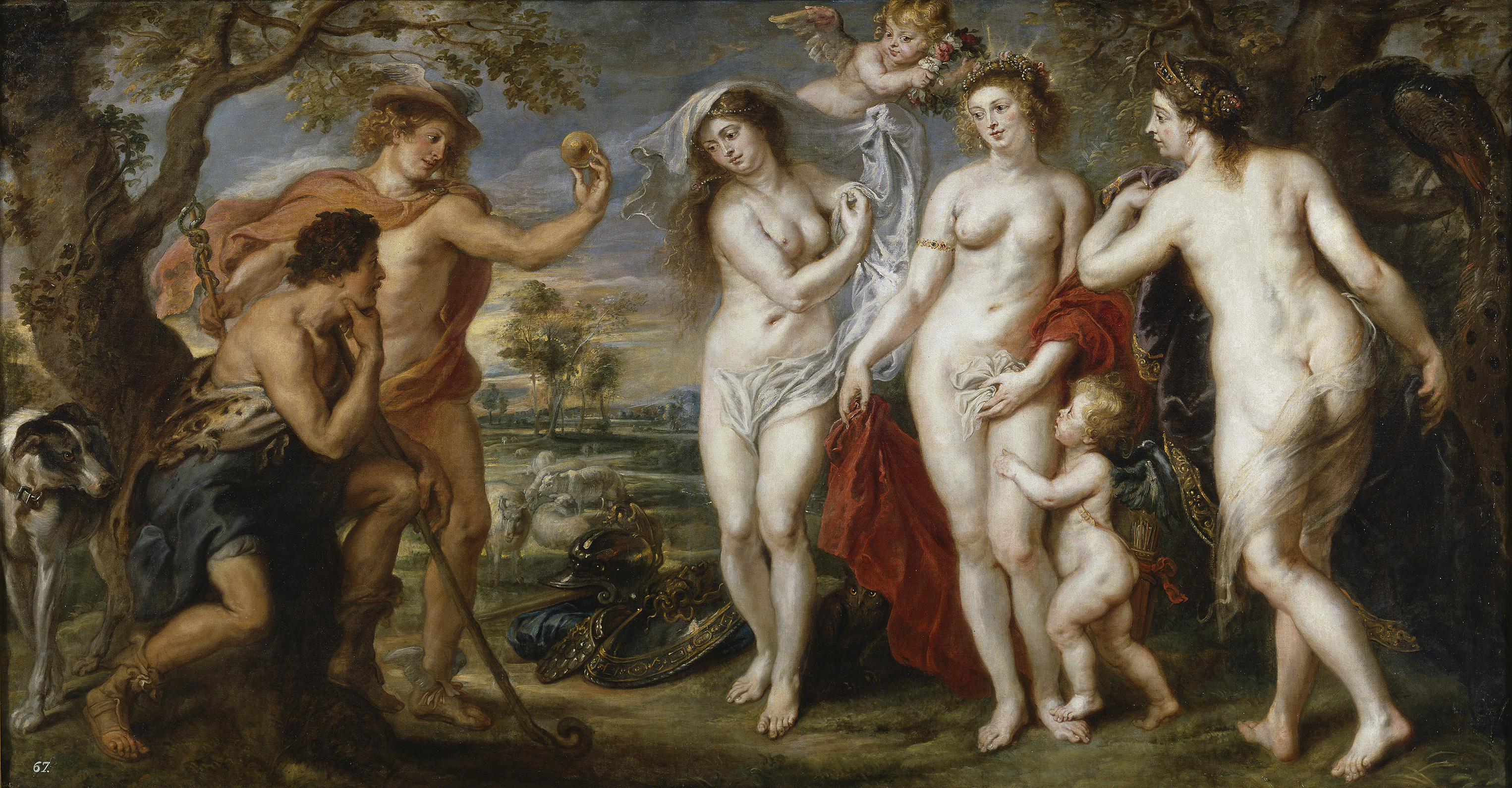
Versión de 1638-1639

## Literatura y fuentes
- William Gaunt: Los impresionistas . Thames and Hudson, Londres, 1970. ISBN 0500278490
- James H. Rubin: La historia del impresionismo. El arte de mirar . Ludion, Amberes, 2013. ISBN 978-94-6130-112-3